# Kurt Schaffenberger
Kurt Schaffenberger (15 de dezembro de 1920 – 24 de janeiro de 2002) é um artista alemão naturalizado americano, conhecido por seu trabalho em revistas em quadrinhos envolvendo os personagens Capitão Marvel e Superman. Nas histórias deste último, que o levaram a ser considerado um dos melhores desenhistas da história do personagem, destaca-se o trabalho desenvolvido na revista Superman's Girl Friend, Lois Lane,  conhecido como "o desenhista definitivo" da personagem Lois Lane.

## Biografia

### Primeiros anos e início da carreira
Schaffenberger nasceu numa fazenda localizada na Turíngia, região central da Alemanha. Aos sete anos, emigrou com sua família para os Estados Unidos, vivendo inicialmente em Hartford, Connecticut e depois em Nova Iorque. Aluno do Pratt Institute, em 1941 começou a trabalhar para a Fawcett Comics em revistas como Captain Marvel, Bulletman e Ibis.
Durante a Segunda Guerra Mundial, Schaffenberger serviu às Forças Armadas dos Estados Unidos, trabalhando para o serviço de inteligência, tornando-se Master Sergeant. Com o fim da guerra, Schaffenberger voltou à trabalhar com histórias em quadrinhos, trabalhando nos anos seguintes não apenas para a Fawcett, mas também para a EC Comics, a Gilberton e para a  Marvel Comics. Na Gilberton, ilustrou o volume 119 da coleção Classics Illustrated.

### DC Comics
Em 1957 Otto Binder contratou Schaffenberger para trabalhar nas revistas do personagem Superman. Pelos trinta anos seguintes, ele esteve ligado ao personagem e ao seu elenco de apoio, em especial à Lois Lane, tendo sido o principal artista a trabalhar na revista Superman's Girl Friend, Lois Lane por mais de uma década. Em mais de uma oportunidade a versão da personagem desenhada por já foi citada como "a versão definitiva" da personagem. Durante o período em que trabalhou para a editora, Schaffenberger foi inúmeras vezes convocado pelo editor Mort Weisinger para refazer o trabalho de outros artistas, redesenhando suas versões da personagem.
Por ter participado da "The Writers' Rebellion" - sendo o único artista a ingressar no movimento organizado por escritores para reivindicar melhores condições de trabalho - chegou a ser demitido da DC Comics, mas seria recontratado pouco tempo depois para contribuir com o relançamento do personagem Capitão Marvel, cujos direitos de publicação havia sido adquiridos pela editora.

### Últimos anos
Após retornar à DC Comics, Schaffenberger viu seu estilo ser considerado "muito nostálgico", o que o levou a trabalhar majoritariamente como arte-finalista, destacando nesse período a história "Whatever Happened to the Man of Tomorrow?", onde trabalhou com o desenhista Curt Swan. Seu último trabalho significativo para a editora como desenhista se deu em 1988, com a minissérie World of Smallville.
Casado e com dois filhos, Schaffenberger passou a maior parte de sua vida adulta em Nova Jérsei e faleceu na cidade aos 81 anos, vítima de complicações de saúde decorrentes da diabetes e outras doenças que o acometiam.

## Awards
Schaffenberger's work won him the 1984 National Cartoonists Society Award in the "Comic Book" division. He also received an Inkpot Award in 1996.